# Штемпель, Гюнтер
Гюнтер Ште́мпель (нем. Günter Stempel; 17 ноября 1908, Бреслау — 22 октября 1981, Целле) — немецкий политик, член Либерально-демократической партии Германии.

## Биография
Гюнтер Штемпель родился в семье врача, учился на юридическом факультете Бреславльского университета. Сдав стажёрский экзамен, в 1933—1939 годах работал в адвокатской конторе в Берлине, до конца войны являлся синдиком предприятия оборонной промышленности и не призывался в армию.
По окончании войны Штемпель вступил в ЛДПГ и в сентябре был назначен секретарём организации. В 1948—1950 годах занимал должность генерального секретаря ЛДПГ. В тот же период входил в состав Немецкого народного совета и Временной Народной палаты ГДР.
8 августа 1950 года Штемпель подвергся аресту за неподчинение закону «О выборах в ГДР», предусматривавшему формирование единых списков. 6 сентября 1950 года был исключен из ЛДПГ. 7 января 1952 года был приговорён советским военным трибуналом к 25 годам заключения. В апреле 1952 года прибыл в лагерь в Воркуте. В декабре 1953 года его привезли обратно в Берлин. В мае 1954 года Штемпеля заставили давать показания на показательном процессе против Карла Хамана. В августе 1954 года Штемпеля опять этапировали в Воркуту. В декабре 1955 года заключённого Штемпеля передали властям ГДР, и 28 апреля 1956 года он вышел на свободу из Баутценской тюрьмы.
После освобождения Штемпель выехал в Западный Берлин, где работал административным служащим и вместе с Томасом Делером пытался добиться освобождения Карла Хамана.